# Bruno Bozzetto
Bruno Bozzetto (Milà, 3 de març de 1938) és un famós animador de nacionalitat italiana. Va començar la seva carrera com a animador el 1958, quan amb prou feines tenia 20 anys. És famós a Itàlia per la seva més famosa creació, el Senyor Rossi (Signor Rossi).

## Carrera
Bruno Bozzetto és creador de molts curtmetratges (principalment de naturalesa política o satírica). Va crear el seu primer curtmetratge animat Tapum! La storia delle armi el 1958 el 1958 a l'edat de 20 anys. El seu personatge més famós, un petit i desgraciat home anomenat “Signor Rossi” (Senyor Rossi), protagonista de set curtmetratges animats, i del qual es van arribar a realitzar tres pel·lícules: Il signor Rossi cerca la felicità (1976), I sogni del Signor Rossi (1977), i Le vacanze del Signor Rossi (1977).
El 1965, Bozzetto va produir el seu primer llargmetratge animat: Johnny i Clementina a l'oest, una paròdia de les pel·lícules "western" americanes. El 1968, Bozzetto va llançar Vip, el meu germà superhome, paròdia del gènere dels superherois, molt en voga en l'època. No obstant això, el seu treball més conegut és probablement "Allegro non troppo", pel·lícula de 1976, caracteritzada per ser un muntatge a base de trossos dels seus curts, fixats a la música clàssica a la manera de la Fantasia de Disney, però de naturalesa més humorística, més econòmica en l'execució i amb temes narratius més sofisticats. Després que una llarga pausa, Bozzetto va produir el 1987, una pel·lícula amb personatges reals, Sotto il ristorante cinese el seu últim treball d'aquestes característiques fins a assistir al pilot de Mammuk (2002), un film animat sobre el cinema en èpoques prehistòriques (ara produït per Rai Cinema).
El 1995, va produir un curtmetratge animat per a la sèrie What a Cartoon de Hanna Barbera, va col·laborar a Help?, i el 1996, en cooperació amb RAI i amb l'ajut de Cartoon (programa dels mitjans de la unió europea), va crear La famiglia Spaghetti, sèrie de televisió de 26 episodis.
En els últims anys Bozzetto ha realitzat diversos curts en Flaix, entre els quals cal destacar Europa vs. Itàlia, on efectua una enginyosa anàlisi dels atributs típicament italians confrontats als de la resta d'Europa.

## Filmografia

### Llargmetratges
- Johnny i Clementina a l'oest (1965)
- Vip, el meu germà superhome (1968)
- Il signor Rossi cerca la felicità (1976)
- Allegro non troppo (1976)
- I sogni del Signor Rossi (1977)
- Le vacanze del Signor Rossi (1978)
- Sotto il ristorante cinese (1987)

### Curtmetratges
- Tapum! La storia delle armi (1958)
- La storia delle invenzioni (1959)
- Un Oscar per il signor Rossi (1960)
- Alfa Omega (1961)
- Il signor Rossi va a sciare (1963)
- I due castelli (1963)
- Il signor Rossi al mare (1964)
- Il signor Rossi compra l'automobile (1966)
- Una vita in scatola (1967)
- Ego (1969)
- Il signor Rossi al camping (1970)
- I sottaceti (1971)
- Il signor Rossi al safari fotografico (1971)
- Oppio per oppio (1972)
- Opera (1973)
- La cabina (1973)
- Self Service (1974)
- Il signor Rossi a Venezia (1974)
- Striptease (1977)
- Baby Story (1978)
- Tennis Club (1982)
- Moa Moa (1984)
- Sigmund (1984)
- Baeus (1987)
- Mistertao (1988)
- Big Bang (1990)
- Cavallette (1990)
- Dancing (1991)
- Drop (1994)
- Help? (1995)
- Europa&Italia (1999)
- Tony e Maria (1999)
- I cosi (2000)
- Yes & No (2001)
- Storia del mondo per chi ha fretta (2001)
- Adam (2002)
- Life (2003)
- Femminile&Maschile (2004)
- Neuro (2004)
- Looo (2005)
- Armi su strada (2008)
- Rapsodeus (2013)

## Llibres
- Il signor Rossi e le donne, Milano, Sperling & Kupfer, 1970.
- Viva gli abominevoli sciatori, Milano, Sperling & Kupfer, 1970.
- Mille piccoli cretini, Milano, Sperling & Kupfer, 1971.
- Le avventure di Ventun Din, fotoamatore, Milano, Il castello, 1972.
- I sogni del signor Rossi, Milano, Fabbri, 1977.
- Le avventure del sig. Rossi, Milano, Fabbri, 1978.
- Disegni in Eric J. Chaisson, La relatività, Milano, Fabbri, 1983.
- Il libro dei diritti dei bambini, con Piero Badaloni, Torino, Edizioni Gruppo Abele, 1987. ISBN 88-7670-099-4.
- Noi e la paura, con Piero Angela, Milano, Garzanti, 1987. ISBN 88-11-48020-5.
- Noi e la collera, con Piero Angela, Milano, Garzanti, 1987. ISBN 88-11-48021-3.
- Noi e la gelosia, con Piero Angela, Milano, Garzanti, 1987. ISBN 88-11-48022-1.
- Disegni in I diritti del bambino. Riflessioni educative e proposte didattiche, Roma, Anicia, 1990.
- Un mondo di qualità. Impariamo a migliorare l'impresa con i fumetti di Bruno Bozzetto, Milano, Il sole 24 ore libri, 1995. ISBN 88-7187-604-0.
- Il paese dei furbi, Bergamo, Grafica & arte, 1996. ISBN 88-7201-178-7.
- Disegni in Erika Leonardi, Capire la qualità. ISO 9000: tutto quello che occorre sapere per applicare con profitto le nuove norme, con CD-ROM, Milano, Il Sole 24 ore, 2000. ISBN 88-8363-199-4.
- Illustrazioni in Erika Leonardi, Azienda in jazz. Regole e improvvisazione, emozione e tecnica: come vivere il lavoro con ritmo, con DVD-ROM, Milano, Il Sole 24 ore, 2003. ISBN 88-8363-537-X; 2008. ISBN 978-88-8363-911-1; 2012. ISBN 978-88-6345-396-6.
- Io medico, tu mutuato. Gags intercalate da 12 splendidi disegni di Bruno Bozzetto. Racconti intercalati da "precari" disegni di Gianfranco Panvini, Modena, Comix, 2003. ISBN 88-8290-585-3.
- Bruno Bozzetto, Torino, Il Pennino, 2005.
- Disegni in Furio Honsell, L'algoritmo del parcheggio, Milano, Mondadori, 2007. ISBN 978-88-04-56725-7.
- Illustrazioni con Giuseppe Novello in Alberto Angela, Musei (e mostre) a misura d'uomo. Come comunicare attraverso gli oggetti, Roma, Armando, 2008. ISBN 978-88-6081-398-5.
- Disegni in Piero Angela e Lorenzo Pinna, Perché dobbiamo fare più figli. Le impensabili conseguenze del crollo delle nascite, Milano, Mondadori, 2008. ISBN 978-88-04-58094-2.
- Presentazione di Mario Jannucci, Morir dal ridere, Bergamo, Grafica & arte, 2011. ISBN 978-88-7201-300-7.
- Storie del minimondo, con Anna Bandettini, con DVD, Roma, Gallucci, 2011. ISBN 978-88-6145-193-3.
- La linea intorno all'idea, a cura di Fabio Toninelli, Edizioni Tapirulan, 2019, ISBN 978-88-97199-93-9

## Premis
- Les nominacions a l'Oscar de 1991, per a "Cavallette" als curtmetratges d'animació, finalment el va guanyar per Nick Park amb "Creature Comfort".[4]
- Bozzetto va obtenir el premi al Festival Mundial de Cinema d'Animació de Zagreb el 1998.
- En 2007, la Universitat de Bèrgam confereix el Doctorat Honoris causa en "Teoria, Tècniques i Gestió de les Arts i Entreteniment".